# Петропавловская церковь (Уфа)
Петропавловская церковь — не сохранившийся до наших времен православный храм в городе Уфе.
Находился на территории Уфимской тюрьмы (ныне ул. Достоевского,35).
Тюремный священник проводил богослужение для заключенных по воскресеньям и праздничным дням, совершал требы (крестил, венчал, отпевал, и пр.); присутствовал при исполнении смертных приговоров.

## История
Храм основан в 1825 году в старом деревянном тюремном замке. Несколько раз перемещался из одного здания в другое. В 1864 году перемещён на постоянное место в каменный тюремный замок.
Последнее освящение состоялось в 1896 году.
Закрыт в 1919 году. В советское время купол был снесён, надстроены этажи.